# Аркадія (Каліфорнія)
Ця стаття про американське місто. Про грецьке див. в Аркадія
Аркадія (англ. Arcadia) — місто (англ. city) в США, в окрузі Лос-Анджелес штату Каліфорнія. Населення — 56 681 особа (2020).
Аркадія, поряд з Темпл-Сіті, Роузмідом, Монтерей-Парком, Сан-Марино та Сан-Габріелем, становить в цьому районі шістку міст з постійно зростаючою часткою азійського населення.
Свою назву місто отримало по однойменному грецькому ному.

## Географія
Аркадія розташована в районі гір Сан-Габріель за 21-м кілометр на північний схід від Лос-Анджелеса за координатами 34°7′58″ пн. ш. 118°2′11″ зх. д. / 34.13278° пн. ш. 118.03639° зх. д. (34.132689, -118.036347).  За даними Бюро перепису населення США в 2010 році місто мало площу 28,84 км², з яких 28,30 км² — суходіл та 0,54 км² — водойми.

## Демографія
Згідно з переписом 2010 року, у місті мешкали 56 364 особи в 19 592 домогосподарствах у складі 15 005 родин. Густота населення становила 1955 осіб/км².  Було 20686 помешкань (717/км²).
Расовий склад населення:
| - 59,2 % — азійців - 32,3 % — білих - 1,2 % — чорних або афроамериканців - 0,3 % — корінних американців - 4,2 % — осіб інших рас |

До двох чи більше рас належало 2,8 %. Частка іспаномовних становила 12,1 % від усіх жителів.
За віковим діапазоном населення розподілялося таким чином: 21,8 % — особи молодші 18 років, 61,9 % — особи у віці 18—64 років, 16,3 % — особи у віці 65 років та старші. Медіана віку мешканця становила 43,1 року. На 100 осіб жіночої статі у місті припадало 91,2 чоловіків;  на 100 жінок у віці від 18 років та старших — 87,7 чоловіків також старших 18 років.
Середній дохід на одне домашнє господарство  становив 110 070 доларів США (медіана — 79 934), а середній дохід на одну сім'ю — 121 307 доларів (медіана — 96 118). Медіана доходів становила 70 883 долари для чоловіків та 51 433 долари для жінок. За межею бідності перебувало 9,6 % осіб, у тому числі 11,4 % дітей у віці до 18 років та 9,7 % осіб у віці 65 років та старших.
Цивільне працевлаштоване населення становило 26 796 осіб. Основні галузі зайнятості: освіта, охорона здоров'я та соціальна допомога — 22,1 %, науковці, спеціалісти, менеджери — 14,5 %, фінанси, страхування та нерухомість — 11,4 %, виробництво — 8,8 %.

## Міста-побратими
- Ньюкасл